# 宋蕩伯姬
宋蕩伯姬，春秋时期鲁国人，宋國公子荡的夫人。
宋蕩伯姬嫁给了宋桓公的儿子公子蕩，生子公孙寿。前669年（周惠王八年、魯僖公二十五年）夏，宋蕩伯姬來鲁国为儿子公孙寿求娶鲁国公室之女为妇。